# 和楽備茶漬け
和楽備茶漬け（わらびちゃづけ）は、埼玉県蕨市で販売されているご当地グルメである。

## 概要
2006年9月、蕨市の飲食店の活性化、飲食店同士のネットワーク強化を目的として「蕨市の名物料理開発プロジェクト」が誕生し、お茶漬けを通じて町おこしをすることにした。
名前は地元の「和楽備（わらび）神社」にあやかって「和楽備茶漬け」とし、下記を料理の定義とした。
- 蕨商工会議所に参加店として登録する
- 埼玉県産の特別栽培農産物を使用（米・具材の野菜）
- その他のダシや具材については各店独自の個性を出す

## 参考
- 和楽備茶漬け向上委員会の和楽備茶漬け普及活動ブログ